# Франческо Марія П'яве
Франческо Марія П'яве (італ. Francesco Maria Piave; 18 травня 1810, Мурано — 5 березня 1876, Мілан) — італійський лібретист.
З 1848 року працював у театрі ла Феніче режисером и лібретистом. В 1859—1867 роках працював у театрі Ла Скала. Відомий насамперед як автор лібрето для опер Джузеппе Верді. Також П'яве писав лібрето для Джованні Пачіні, Саверіо Меркаданте, Антоніо Каньйоні та інших композиторів.

## Лібрето

### Для Джузеппе Верді
- «Ернані», (1844)
- «Двоє Фоскарі», (1844)
- «Макбет», (1847)
- «Корсар», (1848)
- «Стіффеліо», (1850)
- «Ріголетто», (1851)
- «Травіата», (1853)
- «Симон Бокканегра», (1857)
- «Арольдо», (1857)
- «Сила долі», (1862)

### Для Джованні Пачіні
- «Лоренціно де Медічі», (1841)
- «Адольфо ді Варбель», в співавторстві з Джованні Перуцціні, (1842)
- «Аллан Камерон», (1851)
- «Берта ді Варнол», (1867)

### Для Саверіо Мерканданте
- «Сарацинський раб», (1848)

## Джерело
- Biography of Francesco Maria Piave (англ.)

1. ↑  Find a Grave — 1996.